# Tétrico I
Cayo o Gayo Pío Esuvio Tétrico (en latín: Gaius Pius Esuvius Tetricus), llamado Tétrico I para distinguirlo de su hijo Tétrico II, fue el último emperador del Imperio galo (Imperium Galliarum) y gobernó, con su hijo como césar, esta parte escindida del poder central del Imperio romano, como sucesor de Victorino desde el asesinato de este en 270 hasta su rendición ante el legítimo emperador Aureliano en 274.

## Orígenes y ascenso al trono
Tétrico fue un senador nacido en el seno de una familia aristocrática de rango senatorial de origen galo. Fue elegido para el puesto de praeses provinciae Aquitaniae o gobernador provincial de Aquitania en 270, posición que todavía mantenía cuando Victorino fue asesinado, a comienzos de 271. La madre de Victorino, Victoria, que se encontraba en la Colonia Claudia Ara Agrippinensium, logró mantener el control de la situación política tras la muerte de su hijo y, gracias a su influencia y a importantes donativos al ejército, consiguió que el ejército proclamara nuevo emperador a Tétrico, quien aceptó el nombramiento y fue investido cerca de Burdigalia (Burdeos).
Cuando se dirigía hacia Augusta Treverorum (Tréveris), se vio obligado a hacer frente a una invasión de tribus germánicas que intentaban aprovechar la confusión tras la muerte de Victorino para invadir la Galia, pero a finales de año logró llegar a la ciudad, convirtiéndola en su capital, porque estaba cerca del río Rin en el crucial limes Germanicus, razón por la cual, años más tarde, durante la tetrarquía la ciudad volvería a ser una de las sedes de gobierno. Allí celebró entonces una Victoria Germanica.
En 272 tuvo que acudir de nuevo a sofocar una nueva incursión que llegó hasta el río Loira. Sin embargo, las invasiones continuas a través del Rin y las costas del mar del Norte obligaron a Tétrico a abandonar los fuertes fronterizos y retirarse con sus tropas para defender el interior de la Galia. Durante su gestión, la economía del Imperio de las Galias entró en crisis, lo que queda de manifiesto al observar el empeoramiento en la acuñación de la moneda, tanto en su elaboración como en el contenido de metales preciosos.
A pesar de sus dificultades con las invasiones germánicas, Tétrico fue reconocido por las provincias de Britania y la mayor parte de la Galia con la excepción de Narbonensis, en donde Julio Placidiano había logrado conquistar parte del territorio durante el gobierno de Claudio II Gótico, y lo mismo había ocurrido con las provincias de Hispania, Aquitania y la ciudad de Estrasburgo. Aunque Tétrico no intentó expandir su territorio, sí que dedicó tiempo y recursos a reclamar algunas provincias que habían sido reconquistadas por el imperio central, como el sudeste de Aquitania o las partes occidentales de Narbonensis. Sin embargo, su régimen fue desestabilizado por los intentos de algunas áreas de declarar su lealtad al emperador romano Aureliano, como por ejemplo la ciudad de Argentoratum en 272.

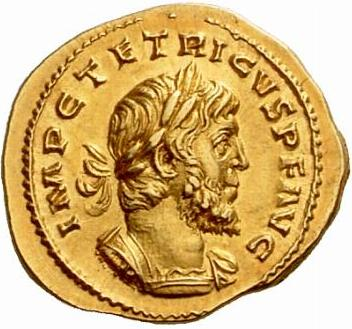
Áureo con el retrato de Tétrico y la leyenda «Imp(erator) C(aesar) Tetricus P(ius) F(idelis) Aug(ustus)».

Fue debido a esta falta de apoyo interno por lo que Tétrico decidió en un momento dado promocionar a su hijo, Tétrico II, al rango de césar, puede que en 273, tras celebrar su segundo consulado, aunque, esta medida sirvió de poco, puesto que en 273 o comienzos de 274 Faustino, el gobernador provincial de Gallia Belgica, se rebeló en Augusta Treverorum. Sus problemas se incrementaron cuando, a mediados de 273, el emperador Aureliano partió de Roma para reconquistar las provincias occidentales del imperio, tras haber logrado restablecer el control imperial sobre oriente. Preparándose a la invasión, Tétrico y su hijo celebraron un consulado conjunto en 274, partiendo en dirección sur desde su capital para enfrentarse a Aureliano, que avanzaba hacia el norte de la Galia.
Si bien las fuentes son confusas, parece ser que tuvo lugar una batalla decisiva en Châlons-sur-Marne, en la que el ejército de Tétrico fue aplastado por el de Aureliano. En marzo de 274, tanto Tétrico como su hijo se habían rendido a Aureliano. Sin embargo, las fuentes son confusas porque existen otras historias, puede que propaganda imperial posterior, que declaran que Tétrico había aceptado rendirse a Aureliano a cambio de su vida, aunque debía traicionar a su ejército antes de la batalla. Tétrico buscaba con ello escapar de las constantes amenazas de levantamientos en sus propias filas. Según esta versión, su ejército habría continuado luchando a pesar de la deserción de Tétrico. Incluso se dice que Tétrico citó a Virgilio en una carta a Aureliano, en la que decía «Eripe me his, invicte, malis» («Rescátame, invicto, de estos problemas»).
Fueron exhibidos como cautivos en la marcha triunfal de Aureliano, aunque este les puso luego en libertad y los rehabilitó, llegando incluso a ocupar puestos importantes en la administración imperial, ya que según fuentes literarias, Tétrico fue nombrado corrector Lucaniae et Bruttiorum, lo que significaba que era gobernador de una región del sur de Italia.
Tétrico murió en Italia en fecha desconocida. Aparece en el listado de los Treinta Tiranos de Roma en la Historia Augusta.